# Дявол
Дяволът е персонификация на злото, възприета в различни култури и религии. Той се разглежда като олицетворение на враждебна и разрушителна сила.
Да се даде точно определение, което да покрива всички предания, отвъд проявата на злото, е трудна задача. По-лесно и смислено е дяволът да се разглежда през обектива на всяка култура или религия, в която съществува дявола като част от митологията им.
Историята на това понятие се преплита с теологията, митологията, психиатрията, изкуството и литературата, развивайки се независимо сред различните традиции. Исторически се появява в най-различни контексти и култури и са му придавани различни имена: Сатана (баща на луцифер) , Луцифер (син на сатаната) , Велзевул, Мефистофел. Описван е и по различни начини: син, черен или червен, имайки рога или не, и така нататък. Идеята за дявола често се приема насериозно, но невинаги, например когато фигурата на дявола се използва в реклама.

## Етимология
Думата произлиза от гръцкото διάβολος, което се превежда като „клеветник“. Думата е заета в латинския като diabolus.

## Древен Египет
Апофис е древноегипетското божество, което е въплъщение на хаоса и е противник на светлината и Маат (реда/истината). Той присъства в изкуството под формата на гигантски дракон.
Сет първоначално се свързва както с положителни, така и с отрицателни роли: защитник на Ра в слънчевата лодка от змея на хаоса и узурпатор, който убива брат си, за да наследи трона му. Все пак, по-късно той е демонизиран и започва да не се харесва на хората. Според някои изследователи, демонизацията на Сет започва след като няколко държави започват да завладяват Египет през Третия преходен и Късния периоди. Сет, който по традиция е бог на чужденците, започва да се свързва с външните потисници, включително Асирийската и Персийската империи. Именно през този период Сет бива особено очернен и поражението му от Хор е широко отпразнувано. Отрицателните страни на Сет се подчертават по това време. Той убива Озирис, след като ѝ разчленява тялото на парчета и го разпръсква, за да не може да бъде възкресена. Гърците по-късно свързват Сет с Тифон, тъй като и двамата представляват зли сили, богове на бурите и синове на Земята, които нападат главните богове. Въпреки това, през този период, в някои отдалечени райони на Египет на Сет все още се гледа като на героично божество. Сет е класифициран и като божество хитрец, който, като бог на безпорядъка, прибягва до измама, за да постигне злополучие.

## Индуизъм
Най-ранните индуистки текстове не предоставят по-нататъшни обяснения за злото и го разглеждат като нещо естествено. Обаче, по-късните текстове съдържат различни обяснения за злото. Според обяснението, дадено от брахманите, демоните, както и боговете, говорят истини и неистини, но демоните са изоставили истината, докато боговете са изоставили неистините. Но и двата духа се разглеждат като различни аспекти на едно върховно божество. Дори жестоки божества като Кали не се считат за дяволи, а просто за тъмните страни на върховния бог, които могат дори да проявяват доброжелателност.

## Зороастризъм
Зороастризмът вероятно въвежда първата идея за концептуален дявол – принципно зло, което съществува независимо от Господ. В зороастризма, доброто и злото произлизат от две крайно противоположни сили. Силата на добро се нарича Ахура Мазда, а „унищожителният дух“ на авестийски се нарича Анхра Майню. Средноперсийският му еквивалент е Ахриман. Двете сили са във вечна борба и никоя от тях не е всемогъща, особено Анхра Майню, която е ограничена от времето и пространството – в края на времето тя окончателно ще бъде победена. Докато Ахура Мазда създава доброто, Анхра Майню е отговорна за всяко зло и болка на света, включително краставите жаби и скорпионите.

## Будизъм
В будизма присъства фигура, подобна на дявол, наречена Мара, който играе съблазнителна роля, разсейвайки хората от практикуването на духовен живот, правейки обикновените неща примамливи или правейки отрицателните да изглеждат положителни. Той примамва Гаутама Буда, като се опитва да го прелъсти с гледката на красиви жени, за които често се твърди, че са дъщерите на Мара. В будистката космология олицетворява нездравословните импулси, непохватността и смъртта.

## Тенгризъм
Сред митовете на тенгризма, Ерлик е дяволоподобна фигура, владетел на ада и първият човек. Според един разказ, Ерлик и Господ плуват заедно в първичните води. Когато Господ понечва да създаде Земята, той изпраща Ерлик да се гмурне във водата и да събере малко кал. Ерлик скрива малко в устата си, за да създаде по-късно свой собствен свят. Но когато Господ нарежда Земята да се разшири, Ерлик се задява със Земята в устата си. Господ му помага да я изплюе. Изплютият материал от Ерлик ражда неприятните части от света. Поради греха си, той присвоява злото. Според друг вариант, богът създател е Улген. Ерлик пак е първият човек. Той поисква да създаде човек, точно както е направил Улген, а Улген го наказва, като го хвърля в подземието, на което Ерлик става владетел.
Според тенгризма, смърт не съществува в смисъла на край на живота, а представлява просто преход към невидимия свят. Като господар на ада, Ерлик поробва душите, които са прокълнати. Освен това той дебне душите на хората, живеещи на Земята, причинявайки смърт и болести. Някои шамани правят жертвоприношения на Ерлик, за да получат по-висок ранг в подземието, ако бъдат проклети.

## Езидизъм
Според митовете на езидите, не съществува същество, което представлява зло, опониращо на Господ. Такъв дуализъм се отрича от тях, а злото се счита за несъществуващо. Езидите се придържат към строг монизъм и им е забранено да изричат думата дявол или да говорят за ада.

## Юдаизъм
Яхве в юдаизма създава както доброто, така и злото, както е споменато в книгата на Исая (45:7). Дяволът не съществува в ранните юдейски писания. Обаче, влиянието на зороастризма през периода на Ахеменидите въвежда злото като отделен принцип в еврейската система от вярвания, който постепенно се въплъщава в опозиция, докато терминът Сатана се развива в определен вид свръхбожество, променяйки монистичния мироглед на юдаизма в дуалистичен такъв. По-късно талмудическият юдаизъм отхвърля Енохийските книги, които изобразяват дявола като независима сила на злото редом до Господ. След апокалиптичният период, споменаванията на Сатаната в Танаха започват да се считат за алегорични.

## Християнство
В християнството злото е въплътено в Дявола (Сатаната) – паднал ангел, който е главен противник на Господ. Християните смятат римските и гръцките божества за дяволи. Християнството описва дявола като тероризиращ света чрез зло. Той представлява антитеза на истината и трябва да бъде проклинат, заедно с падналите ангели, които го следват, на вечен огън в деня на Страшния съд.
В по-големите течения на християнството, дяволът обикновено се нарича сатана. Той се описва като мразещ цялото човечество, опониращ на Господ и разпространяващ лъжи и опустошение сред душите на хората.
Сатаната често се определя като змията, която убеждава Ева да изяде забранения плод. Макар тази интерпретация да не присъства в разказа за Адам и Ева, тя датира поне от времето на написването на Откровение на Йоан, което вече конкретно идентифицира сатаната със змията. В книгата той се отъждествява и с дракон.
Дяволът понякога е наричан Луцифер, особено когато е описван като ангел преди падението си. Велзевул първоначално е името на филистимско божество (определен вид Баал), но в Новия завет се използва като синоним на Сатана. В Божествена комедия е наричан Белзебуб.
В други, по-малки християнски течения, думата „Сатана“ в Библията не означава свръхестествено същество, а се отнася за всеки неприятел и преносно означава човешките грях и изкушение.

## Гностични религии
Гностичните религии многократно разглеждат идеята, че материалният свят в същността си е зъл. „Единственият истински Господ“ е отвъд материалната вселена и следователно тази вселена трябва да се управлява от по-нисшо самодоволно божество. Това божество се идентифицира от някои секти, като например маркионизма, с божеството от Стария завет. Някои текстове, като например Апокрифът на Йоан, не само демонизират Бога създател, но и го наричат с името на дявола в някои еврейски писания, Самаел.
Според мандаянизма, Руха Кадища изпада от „света на светлината“ и ражда „Господаря на тъмнината“, наречен Ур. Според едно от преданията, Ур е дракон хермафродит с лъвска глава и с криле на орел. Руха Кадища е описван като лъжец и магьосник. Няколко авраамически пророка се считат за служители на тези дяволи.
През 12 век в Европа катарите се справят с проблема на злото и разработват идеи на дуализъм и демонология. Катарите се считат за сериозно потенциално препятствие пред Католическата църква. Катарите се разделят на два лагера. Първият вярва в абсолютния дуализъм, според който злото е напълно отделно от Бог и че както Бог, така и дявола имат власт. Вторият лагер вярва в смекчения дуализъм, който счита Луцифер за син на Бог и брат на Христос. За да обяснят това, те използват притчата за блудния син, в която Христос е добрият син, а Луцифер е синът, който се отклонява към злото.

## Манихейство
В манихейството, Бог и дявола са два отделни принципа. Бог създава добро и обитава царството на светлината, докато дяволът (наричан също „принц на тъмнината“) създава зло и населява царството на тъмнината. Битието е създадено, когато царството на тъмнината напада царството на светлината и се примесва с духовния свят. Накрая дяволът и последователите му ще бъдат затворени завинаги в царството на светлината, а царството на тъмнината ще продължи да съществува във вечността, без да се намесва отново.

## Ислям
В исляма, принципът на злото се изразява чрез два термина, отнасящи се за едно и също същество: Шейтан и Иблис. Иблис е същинското име на дявола, представляващ характеристиките на злото. Той се споменава в Корана – когато Бог създава Адам, той нарежда на ангелите да се поклонят пред него. Всички го правят, освен Иблис, който заявява, че е над Адам. Така, гордостта и завистта стават знак на „неверие“ в исляма. След това Иблис е прокълнат, но Бог му изпълнява желанието да заблуждава човечеството, знаейки, че праведните ще устоят на опитите на Иблис да ги заблуди. В исляма, както доброто, така и злото се създават от Бог. Но тъй като волята на Бог е добра, злото в света се счита за божи план. Всъщност, Бог позволява на дявола да прелъстява хората. Злото и страданието се считат за изпитание или възможност за доказване на вярата в Бог. Някои философи и мистици наблягат върху самия Иблис като модел за подражание за вяра Бог, тъй като Бог нарежда на ангелите да се поклонят, а Иблис е принуден да избира между заповедта на Бог и волята на Бог (да не се кланя пред никой друг, освен Бог). Той успешно преминава изпитанието, но неговото подчинение води до наказание и страдание. Все пак, той остава търпелив и накрая е възнаграден.
Мюсюлманите вярват, че доислямските джинове стават обект на правосъдието на Бог при исляма и че тези, които не се предават на божия закон са демони.
Както и при християнството, Иблис някога е бил благочестиво божие същество, но по-късно е пропъден от рая, поради гордостта си. Обаче, за да поддържа върховната власт на Бог, ислямът приема, че дяволът не се е бунтувал срещу Бог, а срещу човечеството. И макар Иблис като цяло да се счита за истинско същество, той играе по-незначима роля като олицетворение на злото, отколкото в християнството. Той е само съблазнител, който подбужда хората към грях, като им шепне в главата.

## Бахайство
В бахайството, зло свръхчовешко същество като дявола или сатаната не съществува. Все пак, тези термини присъстват в бахайските писания, където се използват като метафори на низката природа на човека. Хората има свободна воля и следователно могат да се насочат към Бог и да развият духовни качества или да се насочат далеч от Бог и да се потопят в себецентрични желания. Индивидите, които следват изкушенията си и не развиват душевни добродетели често се описват в бахайските писания като „сатанински“.